# 야마네 미치루
야마네 미치루(山根 ミチル)는 일본의 피아니스트이자 비디오 게임 음악 작곡가이다. 코나미에서 환상수호전이나 악마성 드라큘라를 포함한 게임들의 음악을 작곡한 것으로 유명하다. 2008년에 코나미를 나와 프리랜서 작곡가가 됐다.

## 참여한 작품
1988
- 킹스 밸리 II (우에하라 카즈히코, 이카리코 마사히로, 야마시타 키누요, 후루카와 모토아키와 공동)[1]

1989
- 힘내라 고에몽 2
- 고퍼의 야망 에피소드 II (후루카와 모토아키, 우에하라 카즈히코, 모리모토 유키에, 이카리코 마사히로와 공동)
- 모터크로스 매니악스 (세키토 츠요시와 공동)
- 스페이스 맨보우 (타케노우치 유지, 세키토 츠요시와 공동)

1990
- 힘내라 고에몽 외전: 사라진 황금담뱃대 (오구라 츠토무, 우에코 하루미, 미나미 사토코와 공동)
- 네메시스 (토미타 토모야와 공동)
- SD 스내처 (이카리코 마사히로, 이즈미 무츠히코, 후루카와 모토아키, 타케노우치 유지, 우에코 하루미, 쿠라하시 유코, 토미타 토모야, 세키토 츠요시, 우에하라 카즈히코와 공동)
- 라이트닝 파이터즈 (마츠바라 켄이치와 공동)
- 틴에이지 뮤턴트 닌자 터틀스: 폴 오브 더 풋 클랜

1991
- 나왔다!! 트윈비 (마에자와 히데노리, 나카시마 마사에와 공동)
- 크라임 파이터즈 2

1992
- 아스테릭스 (이즈미 무츠히코, 나카노 준야, 에가와 마리코, 하시모토 아키코와 공동)
- 와일드 웨스트 C.O.W.-보이즈 오브 무 메사

1993
- 팝픈 트윈비 (우에하라 카즈히코, 이카리코 마사히로, 토미타 토모야, 아케나 노부유키, 나카시마 마사에, 미키 사이코, 우에코 하루미, 모리모토 유키에와 공동)
- 로켓 나이트 어드벤처스 (오오우치 마사노리, 하타 아키, 마사노리 아다치와 공동)[2]

1994
- 캐슬바니아: 블러드라인즈 (메가 드라이브)
- 콘트라: 더 하드 코어 (소우지 아키라, 야마오카 아키라, 타니구치 히로후미와 공동)
- 스파크스터 (우에하라 카즈히코, 이카리코 마사히로, 마츠히라 미나코, 야마오카 아키라와 공동)
- 스파크스터: 로켓 나이트 어드벤처스 2 (야마오카 아키라와 공동)

1996
- 힘내라 고에몽 ~우주해적 아코긴구~ (야마오카 아키라, 후지이 타카유키, 후루카와 모토아키, 이와세 타피, 라티노, 타마와리 히로시, 히라타 쇼이치로와 공동)

1997
- 캐슬바니아: 밤의 교향곡

1999
- 건가게 (후지모리 소타와 공동)

2000
- 엘더 게이트 (후지모리 소타, 오니시 히데노리와 공동)

2001
- 프로 에볼루션 사커 (미우라 노리카즈와 공동)

2002
- DDRMAX2 댄스 댄스 레볼루션 ("Forever Sunshine")
- 캐슬바니아: 불화의 하모니 ("boss rush mode" and "Vampire Killer 2002 remix" only)
- 환상수호전 III (요시다 타카시, 키무라 마사히코와 공동)
- 프로 에볼루션 사커 2 (후지모리 소타와 공동)

2003
- 캐슬바니아: 비애의 아리아 (요시다 타카시, 호카이 소시로와 공동)
- 캐슬바니아

2004
- 환상수호전 IV (키무라 마사히코, 미우라 노리카즈와 공동)
- 럼블 로즈 ("The Thorn of Justice")

2005
- 체인즈 오브 파워
- 캐슬바니아: 비애의 새벽 (키무라 마사히코와 공동)
- 캐슬바니아: 어둠의 저주

2006
- 엘레비츠 (사토 나오유키와 공동)
- 캐슬바니아: 폐허의 초상화 (코시로 유조와 공동)

2007
- beatmania IIDX 14 GOLD ("Kamiro Una Mendesu")
- pop'n music 15 Adventure ("Akumajo Dracula Medley ~Hybrid Version~")

2008
- 캐슬바니아: 오더 오브 에클레시아 (이치하시 야스히로와 공동)
- 오토메디우스 G (많은 이와 공동)
- 엘레비츠: 카이와 제로의 신비한 여행 (사토 나오유키와 공동)

2010
- 벌레공주님 버그 패닉 (노자와 미카, 마츠모토 다이스케, 미야모토 타케시와 공동)

2011
- 오토메디우스 엑설런트 (많은 이와 공동)

2012
- 스컬걸즈 (빈센트 다이멘테, 블레인 맥거티, 브렌튼 코사크와 공동)

2014
- 대난투 스매시 브라더스 for Wii U (arranged "Fight 1 (파이어 엠블렘 외전)" and "Saria's Song/Middle Boss Battle")

2016
- 나이트크라이 (토다 노부코와 공동)[3]

2017
- 몬스터 보이와 저주받은 왕국 (유조 코시로, 사쿠라바 모토이, 코바야시 케이키, 야나가와 타케시, 시모츠키 하루카와 공동)[4]

2018
- 블러드스테인드: 리추얼 오브 더 나이트 (야마다 이포, 제이크 캐프먼)